# Piotr Chruszczewski
Piotr Paweł Chruszczewski (ur. 17 grudnia 1973) – polski językoznawca, anglista i amerykanista, wykładowca Uniwersytetu Wrocławskiego.

## Życiorys
Piotr Chruszczewski w 1997 ukończył studia anglistyczne na Uniwersytecie Wrocławskim. W 2001 tamże otrzymał stopień doktora nauk humanistycznych w dyscyplinie językoznawstwo na podstawie napisanej pod kierunkiem Zdzisława Wąsika dysertacji Gramatyka komunikacyjna dyskursu politycznego na przykładzie przemówień inauguracyjnych prezydentów Stanów Zjednoczonych Ameryki Północnej. W 2007 uzyskał na Uniwersytecie im. Adama Mickiewicza w Poznaniu stopień doktora habilitowanego nauk humanistycznych w dyscyplinie językoznawstwo, specjalność językoznawstwo angielskie, przedstawiwszy osiągnięcie naukowe Cultural Patterns in Discursive Practices of Scandinavian Speech Communities in the Viking Age. On the Basis of Runic Inscriptions of North-Central Jutland. W 2012 Prezydent RP wręczył mu tytuł profesora nauk humanistycznych.
W 2001 został wykładowcą Uniwersytetu Wrocławskiego, dochodząc do stanowiska profesora w Instytucie Filologii Angielskiej Wydziału Neofilologii oraz dyrektora Kolegium Międzydziedzinowych Studiów Indywidualnych. Wykładał także w Wyższej Szkole Filologicznej we Wrocławiu (2007–2018).
Jego zainteresowania naukowe obejmują takie zagadnienia jak: językoznawstwo antropologiczne (w tym kreolingwistyka), przekładoznawstwo, językoznawstwo ogólne i angielskie, narratologia, skandynawistyka z runologią. Orędownik wprowadzenia tutoringu na stałe do edukacji akademickiej.
Przewodniczący Komisji Nauk Filologicznych Oddziału PAN we Wrocławiu; członek m.in.: International Communicology Institute w Waszyngtonie (członek rzeczywisty), Polskiego Towarzystwa Nauk o Człowieku i Ewolucji we Wrocławiu (założyciel), Wrocławskiego Towarzystwa Naukowego, Polskiego Towarzystwa Jezykoznawczego. Stypendysta Fundacji na rzecz Nauki Polskiej; Komisji Fulbrighta; Fundacji Kościuszkowskiej; Fundacji Lanckorońskich. Wyróżniony m.in. nagrodą Leopoldina (2006).